# King of All Kings
King of All Kings címmel jelent meg az amerikai Hate Eternal második nagylemeze, mely 2002. szeptember 2-án jelent meg. A lemez az Earache Records kiadó gondozásában látott napvilágot. Csakúgy mint a debütáló album esetében a produceri teendőket ismét Erik Rutan látta el.
A debütáló albumhoz képest egy határozott lépést tettek előre, saját stílus és minőség terén egyaránt. Ezen a lemezen mutatkozott be a Hate Eternal soraiban Derek Roddy, mint dobos.

## Számlista
1. Our Beckoning   – 0:49
2. King of All Kings  – 2:49
3. The Obscure Terror  – 3:53
4. Servants of the Gods  – 2:56
5. Beyond Redemption  – 3:08
6. Born by Fire  – 3:43
7. Chants in Declaration  – 4:05
8. Rising Legions of Black  – 3:24
9. In Spirit (The Power of Mana)  – 4:31
10. Powers That Be  – 4:30

## Zenészek
- Erik Rutan – ének/gitár
- Jared Anderson – háttérvokál/basszusgitár
- Derek Roddy – dob